# Carolina d'Erbach-Fürstenau
Carolina d'Erbach-Fürstenau -Caroline Amalie Gräfin von Erbach-Fürstenau (alemany) - (palau de Fürstenau, Alemanya, 29 de setembre de 1700 - Hildburghausen, 7 de maig de 1758) era filla de Felip Carles d'Erbach-Fürstenau (1677-1736) i de Carlota Amàlia de Kunowitz (1677-1722). El 19 de juny de 1726 es va casar a Fürstenau amb Ernest Frederic II de Saxònia-Hildburghausen, fill del duc Ernest Frederic I (1681-1724) i de Sofia Albertina d'Erbach-Erbach (1683-1742). En casar-se, es traslladà a viure a Königsberg, on va néixer el príncep hereu. El 1730 el seu marit va fer construir per a ella el palau de Carolinenburg com a residència d'estiu. Igualment, el 1744 com a previsió en cas de quedar vídua, es procurà el castell d'Eisfeld. Després de la mort del seu marit el 1745, va exercir de regent del ducat en nom del seu fill gran, encara menor d'edat. El matrimoni va tenir quatre fills:
- Ernest Frederic (1727-1780), hereu del ducat de Saxònia-Hildburghausen, casat primer amb la princesa Lluïsa de Dinamarca (1726-1756), després amb Cristiana Sofia de Brandenburg-Bayreuth (1733-1757) i finalment amb Ernestina de Saxònia-Weimar-Eisenach (1740-1786).
- Frederic (1728-1735)
- Eugeni (1730-1795), casat amb la seva neboda Carolina de Saxònia-Hildburghausen (1761-1790).
- Amàlia (1732-1799), casada amb el príncep Lluís de Hohenlohe (1723-1805).